# Commonwealth Stadium (Edmonton)
Commonwealth Stadium je sportovní stadion v kanadském Edmontonu postavený v roce 1978. Stadion je svého druhu největším v Kanadě a kromě zápasů CFL se na něm hraje i mnoho mezinárodních turnajů, jako třeba Mistrovství světa rugby žen 2006, nebo Mistrovství světa ve fotbale hráčů do 20 let 2007.